# Kevin Doyle
Kevin Doyle Edward (sinh ngày 18 tháng 9 năm 1983) là một cựu cầu thủ bóng đá người Ireland hiện đã giải nghệ.
Anh chơi cho đội trẻ Wexford FC, St Patrick's Athletic, và Cork City tại quê hương của anh trước khi anh chuyển đến Reading FC. Trong tháng 6 năm 2009, anh chuyển đến Wolverhampton Wanderers F.C. là cầu thủ không thể thiếu trong đội hình của câu lạc bộ.

## Bàn thắng

### Câu lạc bộ
Tính đến 3 tháng 9 năm 2017
| Mùa giải                   | Câu lạc bộ          | Giải đấu            | Giải đấu      | Giải đấu     | FA Cup        | FA Cup       | League Cup    | League Cup   | Khác          | Khác         | Tổng cộng     | Tổng cộng    |
| Mùa giải                   | Câu lạc bộ          | Giải đấu            | Số lần ra sân | Số bàn thắng | Số lần ra sân | Số bàn thắng | Số lần ra sân | Số bàn thắng | Số lần ra sân | Số bàn thắng | Số lần ra sân | Số bàn thắng |
| -------------------------- | ------------------- | ------------------- | ------------- | ------------ | ------------- | ------------ | ------------- | ------------ | ------------- | ------------ | ------------- | ------------ |
| Reading                    | 2005–06             | Championship        | 45            | 18           | 3             | 1            | 3             | 0            | —             | —            | 51            | 19           |
| Reading                    | 2006–07             | Premier League      | 32            | 13           | 1             | 0            | 1             | 0            | —             | —            | 34            | 13           |
| Reading                    | 2007–08             | Premier League      | 36            | 6            | 0             | 0            | 0             | 0            | —             | —            | 36            | 6            |
| Reading                    | 2008–09             | Championship        | 41            | 18           | 0             | 0            | 0             | 0            | 1             | 0            | 42            | 18           |
| Reading                    | Tổng cộng           | Tổng cộng           | 154           | 55           | 4             | 1            | 4             | 0            | 1             | 0            | 163           | 56           |
| Wolverhampton Wanderers    | 2009–10             | Premier League      | 34            | 9            | 1             | 0            | 2             | 0            | —             | —            | 37            | 9            |
| Wolverhampton Wanderers    | 2010–11             | Premier League      | 26            | 5            | 2             | 1            | 3             | 2            | —             | —            | 31            | 8            |
| Wolverhampton Wanderers    | 2011–12             | Premier League      | 33            | 4            | 2             | 0            | 1             | 0            | —             | —            | 36            | 4            |
| Wolverhampton Wanderers    | 2012–13             | Championship        | 42            | 9            | 1             | 0            | 1             | 0            | —             | —            | 44            | 9            |
| Wolverhampton Wanderers    | 2013–14             | League One          | 23            | 3            | 1             | 0            | 1             | 0            | 0             | 0            | 25            | 3            |
| Wolverhampton Wanderers    | 2014–15             | Championship        | 6             | 0            | 0             | 0            | 0             | 0            | —             | —            | 6             | 0            |
| Wolverhampton Wanderers    | Tổng cộng           | Tổng cộng           | 164           | 30           | 7             | 1            | 8             | 2            | 0             | 0            | 179           | 33           |
| Queens Park Rangers (mượn) | 2013–14             | Championship        | 9             | 2            | 0             | 0            | 0             | 0            | 3             | 0            | 12            | 2            |
| Crystal Palace mượn)       | 2014–15             | Premier League      | 3             | 0            | 1             | 1            | 1             | 0            | —             | —            | 5             | 1            |
| Colorado Rapids            | 2015                | MLS                 | 20            | 5            | 1             | 0            | —             | —            | —             | —            | 21            | 5            |
| Colorado Rapids            | 2016                | MLS                 | 26            | 6            | 1             | 0            | —             | —            | 4             | 1            | 31            | 7            |
| Colorado Rapids            | 2017                | MLS                 | 25            | 5            | 1             | 0            | —             | —            | —             | —            | 26            | 5            |
| Colorado Rapids            | Tổng cộng           | Tổng cộng           | 71            | 16           | 3             | 0            | -             | -            | 4             | 1            | 78            | 17           |
| Tổng cộng sự nghiệp        | Tổng cộng sự nghiệp | Tổng cộng sự nghiệp | 401           | 103          | 15            | 3            | 13            | 2            | 8             | 1            | 437           | 109          |

1. 1 2  Appearance(s) in Football League Championship play-offs

### Đội tuyển quốc gia
Tính đến ngày 28 tháng 3 năm 2016.
| Đội tuyển quốc gia | Năm       | Số lần ra sân | Số bàn thắng |
| ------------------ | --------- | ------------- | ------------ |
| Cộng hòa Ireland   | 2006      | 5             | 1            |
| Cộng hòa Ireland   | 2007      | 10            | 4            |
| Cộng hòa Ireland   | 2008      | 8             | 1            |
| Cộng hòa Ireland   | 2009      | 9             | 1            |
| Cộng hòa Ireland   | 2010      | 7             | 2            |
| Cộng hòa Ireland   | 2011      | 7             | 1            |
| Cộng hòa Ireland   | 2012      | 7             | 2            |
| Cộng hòa Ireland   | 2013      | 4             | 0            |
| Cộng hòa Ireland   | 2014      | 3             | 2            |
| Cộng hòa Ireland   | 2015      | 1             | 0            |
| Cộng hòa Ireland   | 2016      | 1             | 0            |
| Cộng hòa Ireland   | 2017      | 2             | 0            |
| Tổng cộng          | Tổng cộng | 64            | 14           |

### Bàn thắng cho đội tuyển quốc gia
| Ngày                 | Địa điểm                                        | Đối thủ    | Bàn thắng | Kết quả | Giải đấu                 | #  |
| -------------------- | ----------------------------------------------- | ---------- | --------- | ------- | ------------------------ | -- |
| 15 tháng 11 năm 2006 | Sân vận động Lansdowne Road, Dublin, Ireland    | San Marino | 2–0       | 5–0     | Vòng loại Euro 2008      | 1  |
| 28 tháng 3 năm 2007  | Sâm vận động Croke Park, Dublin, Ireland        | Slovakia   | 1–0       | 1–0     | Vòng loại Euro 2008      | 2  |
| 23 tháng 5 năm 2007  | Sân vận động Giants, New York, Hoa Kỳ           | Ecuador    | 1–1       | 1–1     | Giao hữu                 | 3  |
| 9 tháng 9 năm 2007   | Sân vận động Tehelné Pole, Bratislava, Slovakia | Slovakia   | 1–2       | 2–2     | Vòng loại Euro 2008      | 4  |
| 17 tháng 11 năm 2007 | Sân vận động Thiên niên kỷ, Cardiff, Wales      | Wales      | 1–2       | 2–2     | Vòng loại Euro 2008      | 5  |
| 6 tháng 9 năm 2008   | Sân vận động Bruchweg, Mainz, Đức               | Gruzia     | 0–1       | 1–2     | Vòng loại World Cup 2010 | 6  |
| 5 tháng 9 năm 2009   | Sân vận động Neo GSP, Nicosia, Síp              | Síp        | 0–1       | 1–2     | Vòng loại World Cup 2010 | 7  |
| 25 tháng 5 năm 2010  | RDS Arena, Dublin, Ireland                      | Paraguay   | 1–0       | 2–1     | Giao hữu                 | 8  |
| 7 tháng 9 năm 2010   | Sân vận động Aviva, Dublin, Ireland             | Andorra    | 2–0       | 3–1     | Vòng loại Euro 2012      | 9  |
| 7 tháng 10 năm 2011  | Sân vận động Comunal, Andorra la Vella, Andorra | Andorra    | 1–0       | 2–0     | Vòng loại Euro 2012      | 10 |
| 7 tháng 9 năm 2012   | Astana Arena, Astana, Kazakhstan                | Kazakhstan | 2–1       | 2–1     | Vòng loại World Cup 2014 | 11 |
| 11 tháng 9 năm 2012  | Sân vận động Craven Cottage, Luân Đôn, Anh      | Oman       | 3–0       | 4–1     | Giao hữu                 | 12 |
| 6 tháng 6 năm 2014   | Sân vận động, PPL Park, Philadelphia, Hoa Kỳ    | Costa Rica | 1–0       | 1–1     | Giao hữu                 | 13 |
| 3 tháng 9 năm 2014   | Sân vận động Aviva, Dublin, Ireland             | Oman       | 1–0       | 2–0     | Giao hữu                 | 14 |